# Joan Barbarà
Joan Barbarà Mata (L'Hospitalet, 23 luglio 1966) è un ex calciatore e allenatore di calcio spagnolo, di ruolo attaccante.